# Li Fabin
Li Fabin (kinesiska: 李发彬), född 15 januari 1993, är en kinesisk tyngdlyftare.

## Karriär
I juli 2021 vid OS i Tokyo tog Fabin guld i 61 kg-klassen efter att ha lyft totalt 313 kg, vilket blev ett nytt olympiskt rekord. Vid olympiska sommarspelen 2024 i Paris tog han guld i 61 kg-klassen efter att ha lyft totalt 310 kg samt noterade ett nytt olympiskt rekord i ryck på 143 kg.